# ATP-seizoen 1992
Het ATP-seizoen in 1992 bestond uit de internationale tennistoernooien, die door de ATP en ITF werden georganiseerd in het kalenderjaar 1992.
Het speelschema omvatte:
- 80 ATP-toernooien, bestaande uit de categorieën:
  - ATP Mercedes-Benz Super 9: 9
  - ATP Championship Series: 12
  - ATP World Series: 56
  - Tennis Masters Cup: 2 (eindejaarstoernooi voor de 8 beste tennissers/dubbelteams)
  - World Team Cup: landenteamtoernooi, geen ATP-punten.
- 8 ITF-toernooien, bestaande uit de:
  - 4 grandslamtoernooien;
  - Olympische Spelen in Barcelona;
  - Grand Slam Cup; eindejaarstoernooi voor de 16 beste tennissers van de grandslamtoernooien
  - Davis Cup: landenteamtoernooi;
  - Hopman Cup: landenteamtoernooi voor gemengde tenniskoppels, geen ATP-punten.

In de onderstaande tabellen staat het overzicht van de ATP-toernooien, aangevuld met de grand slams en teamwedstrijden die niet door de ATP maar door de ITF worden georganiseerd.

## Legenda
| Grand Slams             |
| Olympische Spelen       |
| Tennis Masters Cup      |
| ATP Super 9             |
| ATP Championship Series |
| ATP World Series        |
| Toernooien voor teams   |

### Codering
De codering voor het aantal deelnemers.
128S/128Q/64D/32X
- 128 deelnemers aan hoofdtoernooi (S)
- 128 aan het kwalificatietoernooi (Q)
- 64 koppels in het dubbelspel (D)
- 32 koppels in het gemengd dubbel (X).

Alle toernooien worden in principe buiten gespeeld, tenzij anders vermeld.
RR = groepswedstrijden, (i) = indoor

## Speelschema

### Januari
| Week van              | Toernooi | Winnaar(s)                                         | Finalist(en)                                  | Uitslag finale     | Details |
| --------------------- | --- | -------------------------------------------------- | --------------------------------------------- | ------------------ | ------- |
| 27 december           | Hopman Cup Perth, Australië ITF gemengd teamcompetitie hardcourt (i) - 8 teams RR                             | Zwitserland Jakob Hlasek Manuela Maleeva-Fragnière | Tsjecho-Slowakije Karel Nováček Helena Suková | 2-1                | details |
| 30 december           | Australian Men's hardcourt Championships Adelaide, Australië ATP World Series $ 157.500 - hardcourt - 32S/16D | Goran Ivanišević                                   | Christian Bergström                           | 1-6, 7-6(5), 6-4   | details |
| 30 december           | Australian Men's hardcourt Championships Adelaide, Australië ATP World Series $ 157.500 - hardcourt - 32S/16D | Goran Ivanišević Marc Rosset                       | Mark Kratzmann Jason Stoltenberg              | 7-6, 7-6           | details |
| 30 december           | BP National Championships Wellington, Nieuw-Zeeland ATP World Series $ 157.500 - hardcourt - 32S/16D          | Jeff Tarango                                       | Aleksandr Volkov                              | 6-1, 6-0, 6-3      | details |
| 30 december           | BP National Championships Wellington, Nieuw-Zeeland ATP World Series $ 157.500 - hardcourt - 32S/16D          | Jared Palmer Jonathan Stark                        | Michiel Schapers Daniel Vacek                 | 6-3, 6-3           | details |
| 6 januari             | Benson and Hedges Open Auckland, Nieuw-Zeeland ATP World Series $ 157.000 - hardcourt - 32S/16D               | Jaime Yzaga                                        | MaliVai Washington                            | 7-6(6), 6-4        | details |
| 6 januari             | Benson and Hedges Open Auckland, Nieuw-Zeeland ATP World Series $ 157.000 - hardcourt - 32S/16D               | Wayne Ferreira Jim Grabb                           | Grant Connell Glenn Michibata                 | 6-4, 6-3           | details |
| 6 januari             | Peters New South Wales Open Sydney, Australië ATP World Series $ 235.000 - hardcourt - 32S/16D                | Emilio Sánchez                                     | Guy Forget                                    | 6-3, 6-4           | details |
| 6 januari             | Peters New South Wales Open Sydney, Australië ATP World Series $ 235.000 - hardcourt - 32S/16D                | Sergio Casal Emilio Sánchez                        | Scott Davis Kelly Jones                       | 3-6, 6-1, 6-4      | details |
| 13 januari 20 januari | Australian Open Melbourne, Australië Grand Slam $ 1.895.685 - hardcourt 128S/128Q/64D/32X                     | Jim Courier                                        | Stefan Edberg                                 | 6-3, 3-6, 6-4, 6-2 | details |
| 13 januari 20 januari | Australian Open Melbourne, Australië Grand Slam $ 1.895.685 - hardcourt 128S/128Q/64D/32X                     | Todd Woodbridge Mark Woodforde                     | Kelly Jones Rick Leach                        | 6-4, 6-3, 6-4      | details |
| 13 januari 20 januari | Australian Open Melbourne, Australië Grand Slam $ 1.895.685 - hardcourt 128S/128Q/64D/32X                     | Nicole Bradtke Mark Woodforde                      | Arantxa Sánchez Vicario Todd Woodbridge       | 6-3, 4-6, 11-9     | details |
| 31 januari 2 februari | Davis Cup (1e ronde)                                                                                          |                                                    |                                               |                    | details |

### Februari
| Week van    | Toernooi | Winnaar(s)                         | Finalist(en)                  | Uitslag finale                    | Details |
| ----------- | --- | ---------------------------------- | ----------------------------- | --------------------------------- | ------- |
| 3 februari  | Maceió Open Maceió, Brazilië ATP World Series $ 130.000 - gravel - 32S/16D/                                      | Tomás Carbonell                    | Christian Miniussi            | 7-6(12), 5-7, 6-2                 | details |
| 3 februari  | Maceió Open Maceió, Brazilië ATP World Series $ 130.000 - gravel - 32S/16D/                                      | Gabriel Markus John Sobel          | Ricardo Acioly Mauro Menezes  | 6-4, 1-6, 7-5                     | details |
| 3 februari  | Milan Indoor Milaan, Italië ATP World Series $ 565.000 - tapijt (i) - 32S/16D                                    | Omar Camporese                     | Goran Ivanišević              | 3-6, 6-3, 6-4                     | details |
| 3 februari  | Milan Indoor Milaan, Italië ATP World Series $ 565.000 - tapijt (i) - 32S/16D                                    | Neil Broad David Macpherson        | Sergio Casal Emilio Sánchez   | 5-7, 7-5, 6-4                     | details |
| 3 februari  | Pacific Coast Championships San Francisco, Verenigde Staten ATP World Series $ 235.000 - hardcourt (i) - 32S/16D | Michael Chang                      | Jim Courier                   | 6-3, 6-3                          | details |
| 3 februari  | Pacific Coast Championships San Francisco, Verenigde Staten ATP World Series $ 235.000 - hardcourt (i) - 32S/16D | Jim Grabb Richey Reneberg          | Pieter Aldrich Danie Visser   | 6-4, 7-5                          | details |
| 10 februari | Brussels Indoor Brussel, België ATP Championship Series $ 665.000 - tapijt (i) - 32S/16D                         | Boris Becker                       | Jim Courier                   | 6-7(5), 2-6, 7-6(10), 7-6(5), 7-5 | details |
| 10 februari | Brussels Indoor Brussel, België ATP Championship Series $ 665.000 - tapijt (i) - 32S/16D                         | Boris Becker John McEnroe          | Guy Forget Jakob Hlasek       | 6-3, 6-2                          | details |
| 10 februari | Kroger St. Jude Memphis, Verenigde Staten ATP Championship Series $ 630.000 - hardcourt (i) - 48S/24D            | MaliVai Washington                 | Wayne Ferreira                | 6-3, 6-2                          | details |
| 10 februari | Kroger St. Jude Memphis, Verenigde Staten ATP Championship Series $ 630.000 - hardcourt (i) - 48S/24D            | Todd Woodbridge Mark Woodforde     | Kevin Curren Gary Muller      | 7-5, 4-6, 7-6                     | details |
| 17 februari | U.S. Pro Indoor Philadelphia, Verenigde Staten ATP Championship Series $ 865.000 - tapijt (i) - 48S/24D          | Pete Sampras                       | Amos Mansdorf                 | 6-1, 7-6(4), 2-6, 7-6(2)          | details |
| 17 februari | U.S. Pro Indoor Philadelphia, Verenigde Staten ATP Championship Series $ 865.000 - tapijt (i) - 48S/24D          | Todd Woodbridge Mark Woodforde     | Jim Grabb Richey Reneberg     | 6-4, 7-6                          | details |
| 17 februari | Eurocard Open Stuttgart, Duitsland ATP Championship Series $ 865.000 - tapijt (i) - 32S/16D                      | Goran Ivanišević                   | Stefan Edberg                 | 6-7(5), 6-3, 6-4, 6-4             | details |
| 17 februari | Eurocard Open Stuttgart, Duitsland ATP Championship Series $ 865.000 - tapijt (i) - 32S/16D                      | Tom Nijssen Cyril Suk              | John Fitzgerald Anders Järryd | 6-3, 6-7, 6-3                     | details |
| 24 februari | ABN AMRO World Tennis Tournament Rotterdam, Nederland ATP World Series $ 475.000 - tapijt (i) - 32S/16D          | Boris Becker                       | Aleksandr Volkov              | 7-6(9), 4-6, 6-2                  | details |
| 24 februari | ABN AMRO World Tennis Tournament Rotterdam, Nederland ATP World Series $ 475.000 - tapijt (i) - 32S/16D          | Marc-Kevin Goellner David Prinosil | Paul Haarhuis Mark Koevermans | 6-2, 6-7, 7-6                     | details |
| 24 februari | Tennis Channel Open Scottsdale, Verenigde Staten ATP World Series $ 235.000 - hardcourt - 32S/16D                | Stefano Pescosolido                | Brad Gilbert                  | 6-0, 1-6, 6-4                     | details |
| 24 februari | Tennis Channel Open Scottsdale, Verenigde Staten ATP World Series $ 235.000 - hardcourt - 32S/16D                | Mark Keil Dave Randall             | Kent Kinnear Sven Salumaa     | 4-6, 6-1, 6-2                     | details |

### Maart
| Week van          | Toernooi                                                                                                | Winnaar(s)                      | Finalist(en)                   | Uitslag finale | Details |
| ----------------- | --- | ------------------------------- | ------------------------------ | -------------- | ------- |
| 2 maart           | Copenhagen Open Kopenhagen, Denemarken ATP World Series $ 130.000 - tapijt (i) - 32S/16D                | Magnus Larsson                  | Anders Järryd                  | 6-4, 7-6(5)    | details |
| 2 maart           | Copenhagen Open Kopenhagen, Denemarken ATP World Series $ 130.000 - tapijt (i) - 32S/16D                | Nicklas Kulti Magnus Larsson    | Hendrik Jan Davids Libor Pimek | 6-3, 6-4       | details |
| 2 maart           | Newsweek Champions Cup Indian Wells, Verenigde Staten ATP Super 9 $ 825.000 - hardcourt - 56S/28D       | Michael Chang                   | Andrej Tsjesnokov              | 6-3, 6-4, 7-5  | details |
| 2 maart           | Newsweek Champions Cup Indian Wells, Verenigde Staten ATP Super 9 $ 825.000 - hardcourt - 56S/28D       | Steve DeVries David Macpherson  | Kent Kinnear Sven Salumaa      | 4-6, 6-3, 6-3  | details |
| 9 maart 16 maart  | Lipton Championships Key Biscayne, Verenigde Staten ATP Super 9 $ 1.325.000 - hardcourt - 96S/48D       | Michael Chang                   | Alberto Mancini                | 7-5, 7-5       | details |
| 9 maart 16 maart  | Lipton Championships Key Biscayne, Verenigde Staten ATP Super 9 $ 1.325.000 - hardcourt - 96S/48D       | Ken Flach Todd Witsken          | Kent Kinnear Sven Salumaa      | 6-4, 6-3       | details |
| 16 maart          | Grand Prix Hassan II Casablanca, Marokko ATP World Series $ 130.000 - gravel - 32S/16D                  | Guillermo Pérez Roldán          | Germán López                   | 2-6, 7-5, 6-3  | details |
| 16 maart          | Grand Prix Hassan II Casablanca, Marokko ATP World Series $ 130.000 - gravel - 32S/16D                  | Horacio de la Peña Jorge Lozano | Ģirts Dzelde T.J. Middleton    | 2-6, 6-4, 7-6  | details |
| 27 maart 29 maart | Davis Cup (kwartfinale)                                                                                 |                                 |                                |                | details |
| 30 maart          | Panasonic South African Open Johannesburg, Zuid-Afrika ATP World Series $ 270.000 - hardcourt - 32S/16D | Aaron Krickstein                | Aleksandr Volkov               | 6-4, 6-4       | details |
| 30 maart          | Panasonic South African Open Johannesburg, Zuid-Afrika ATP World Series $ 270.000 - hardcourt - 32S/16D | Pieter Aldrich Danie Visser     | Wayne Ferreira Piet Norval     | 6-4, 6-4       | details |
| 30 maart          | Estoril Open Estoril, Portugal ATP World Series $ 465.000 - gravel - 32S/16D                            | Carlos Costa                    | Sergi Bruguera                 | 4-6, 6-2, 6-2  | details |
| 30 maart          | Estoril Open Estoril, Portugal ATP World Series $ 465.000 - gravel - 32S/16D                            | Hendrik Jan Davids Libor Pimek  | Luke Jensen Laurie Warder      | 3-6, 6-3, 7-5  | details |
| 30 maart          | Singapore Open Singapore, Singapore ATP World Series $ 240.000 - hardcourt - 32S/16D                    | Simon Youl                      | Paul Haarhuis                  | 6-4, 6-1       | details |
| 30 maart          | Singapore Open Singapore, Singapore ATP World Series $ 240.000 - hardcourt - 32S/16D                    | Todd Woodbridge Mark Woodforde  | Grant Connell Glenn Michibata  | 6-7, 6-2, 6-4  | details |

### April
| Week van | Toernooi                                                                               | Winnaar(s)                        | Finalist(en)                  | Uitslag finale   | Details |
| -------- | -------------------------------------------------------------------------------------- | --------------------------------- | ----------------------------- | ---------------- | ------- |
| 6 april  | Japan Open Tokio, Japan ATP Championship Series $ 865.000 - hardcourt - 56S/28D        | Jim Courier                       | Richard Krajicek              | 6-4, 6-4, 7-6(3) | details |
| 6 april  | Japan Open Tokio, Japan ATP Championship Series $ 865.000 - hardcourt - 56S/28D        | Kelly Jones Rick Leach            | John Fitzgerald Anders Järryd | 0-6, 7-5, 6-3    | details |
| 6 april  | Torneo Godó Barcelona, Spanje ATP Championship Series $ 660.000 - gravel - 56S/28D     | Carlos Costa                      | Magnus Gustafsson             | 6-4, 7-6(3), 6-4 | details |
| 6 april  | Torneo Godó Barcelona, Spanje ATP Championship Series $ 660.000 - gravel - 56S/28D     | Andrés Gómez Javier Sánchez       | Ivan Lendl Karel Nováček      | 6-4, 6-4         | details |
| 13 april | Hong Kong Open Hongkong, Hongkong ATP World Series $ 270.000 - hardcourt - 32S/16D     | Jim Courier                       | Michael Chang                 | 7-5, 6-3         | details |
| 13 april | Hong Kong Open Hongkong, Hongkong ATP World Series $ 270.000 - hardcourt - 32S/16D     | Brad Gilbert Jim Grabb            | Byron Black Byron Talbot      | 6-2, 6-1         | details |
| 13 april | Philips Open Nice, Frankrijk ATP World Series $ 235.000 - gravel - 32S/16D             | Gabriel Markus                    | Javier Sánchez                | 6-4, 6-4         | details |
| 13 april | Philips Open Nice, Frankrijk ATP World Series $ 235.000 - gravel - 32S/16D             | Patrick Galbraith Scott Melville  | Pieter Aldrich Danie Visser   | 6-1, 3-6, 6-4    | details |
| 13 april | Tampa Open Tampa, Verenigde Staten ATP World Series $ 235.000 - gravel - 32S/16D       | Jaime Yzaga                       | MaliVai Washington            | 3-6, 6-4, 6-1    | details |
| 13 april | Tampa Open Tampa, Verenigde Staten ATP World Series $ 235.000 - gravel - 32S/16D       | Mike Briggs Trevor Kronemann      | Luiz Mattar Andrej Olchovski  | 7-6, 6-7, 6-4    | details |
| 20 april | Monte Carlo Masters Monte Carlo, Monaco ATP Super 9 $ 1.020.000 - gravel - 56S/28D     | Thomas Muster                     | Aaron Krickstein              | 6-3, 6-1, 6-3    | details |
| 20 april | Monte Carlo Masters Monte Carlo, Monaco ATP Super 9 $ 1.020.000 - gravel - 56S/28D     | Boris Becker Michael Stich        | Petr Korda Karel Nováček      | 6-4, 6-4         | details |
| 20 april | Seoul Open Seoul, Zuid-Korea ATP World Series $ 145.000 - hardcourt - 32S/16D          | Shuzo Matsuoka                    | Todd Woodbridge               | 6-3, 4-6, 7-5    | details |
| 20 april | Seoul Open Seoul, Zuid-Korea ATP World Series $ 145.000 - hardcourt - 32S/16D          | Kevin Curren Gary Muller          | Kelly Evernden Brad Pearce    | 7-6, 6-4         | details |
| 27 april | BMW Open München, Duitsland ATP World Series $ 275.000 - gravel - 32S/16D              | Magnus Larsson                    | Petr Korda                    | 6-4, 4-6, 6-1    | details |
| 27 april | BMW Open München, Duitsland ATP World Series $ 275.000 - gravel - 32S/16D              | David Adams Menno Oosting         | Tomas Anzari Carl Limberger   | 3-6, 7-5, 6-3    | details |
| 27 april | AT&T Challenge Atlanta, Verenigde Staten ATP World Series $ 235.000 - gravel - 32S/16D | Andre Agassi                      | Pete Sampras                  | 7-5, 6-4         | details |
| 27 april | AT&T Challenge Atlanta, Verenigde Staten ATP World Series $ 235.000 - gravel - 32S/16D | Steve DeVries David Macpherson    | Mark Keil Dave Randall        | 6-3, 6-3         | details |
| 27 april | Madrid Tennis Grand Prix Madrid, Spanje ATP World Series $ 700.000 - gravel - 32S/16D  | Sergi Bruguera                    | Carlos Costa                  | 7-6(6), 6-2, 6-2 | details |
| 27 april | Madrid Tennis Grand Prix Madrid, Spanje ATP World Series $ 700.000 - gravel - 32S/16D  | Patrick Galbraith Patrick McEnroe | Francisco Clavet Carlos Costa | 6-3, 6-2         | details |

### Mei
| Week van      | Toernooi | Winnaar(s)                             | Finalist(en)                  | Uitslag finale      | Details |
| ------------- | --- | -------------------------------------- | ----------------------------- | ------------------- | ------- |
| 4 mei         | German Open Hamburg, Duitsland ATP Super 9 $ 1.000.000 - gravel - 56S/28D                                     | Stefan Edberg                          | Michael Stich                 | 5-7, 6-4, 6-1       | details |
| 4 mei         | German Open Hamburg, Duitsland ATP Super 9 $ 1.000.000 - gravel - 56S/28D                                     | Sergio Casal Emilio Sánchez            | Carl-Uwe Steeb Michael Stich  | 5-7, 6-4, 6-3       | details |
| 4 mei         | U.S. Men's Clay Court Championships Charlotte, Verenigde Staten ATP World Series $ 225.000 - gravel - 32S/16D | MaliVai Washington                     | Claudio Mezzadri              | 6-3, 6-3            | details |
| 4 mei         | U.S. Men's Clay Court Championships Charlotte, Verenigde Staten ATP World Series $ 225.000 - gravel - 32S/16D | Steve DeVries David Macpherson         | Bret Garnett Jared Palmer     | 6-4, 7-6            | details |
| 11 mei        | Internazionali d'Italia Rome, Italië ATP Super 9 $ 1.125.000 - gravel - 64S/32D                               | Jim Courier                            | Carlos Costa                  | 7-6(3), 6-0, 6-4    | details |
| 11 mei        | Internazionali d'Italia Rome, Italië ATP Super 9 $ 1.125.000 - gravel - 64S/32D                               | Jakob Hlasek Marc Rosset               | Wayne Ferreira Mark Kratzmann | 6-4, 3-6, 6-1       | details |
| 18 mei        | Peugeot World Team Cup Düsseldorf, Duitsland ATP World Team Championship $ 1.100.000 - gravel - 8 teams (RR)  | Spanje                                 | Tsjecho-Slowakije             | 2-0                 | details |
| 18 mei        | Bologna Outdoor Bologna, Italië ATP World Series $ 240.000 - gravel - 32S/16D                                 | Jaime Oncins                           | Renzo Furlan                  | 6-2, 6-4            | details |
| 18 mei        | Bologna Outdoor Bologna, Italië ATP World Series $ 240.000 - gravel - 32S/16D                                 | Luke Jensen Laurie Warder              | Javier Frana Javier Sánchez   | 6-2, 6-3            | details |
| 25 mei 1 juni | Roland Garros Parijs, Frankrijk Grand Slam $ 3.797.528 - gravel 128S/128Q/64D/48X                             | Jim Courier                            | Petr Korda                    | 7-5, 6-2, 6-1       | details |
| 25 mei 1 juni | Roland Garros Parijs, Frankrijk Grand Slam $ 3.797.528 - gravel 128S/128Q/64D/48X                             | Jakob Hlasek Marc Rosset               | David Adams Andrej Olchovski  | 7-6(4), 6-7(3), 7-5 | details |
| 25 mei 1 juni | Roland Garros Parijs, Frankrijk Grand Slam $ 3.797.528 - gravel 128S/128Q/64D/48X                             | Arantxa Sánchez Vicario Mark Woodforde | Lori McNeil Bryan Shelton     | 6-2, 6-3            | details |

### Juni
| Week van        | Toernooi                                                                                                  | Winnaar(s)                         | Finalist(en)                   | Uitslag finale                  | Details |
| --------------- | --- | ---------------------------------- | ------------------------------ | ------------------------------- | ------- |
| 8 juni          | Stella Artois Championships Londen, Verenigd Koninkrijk ATP World Series $ 475.000 - gras - 56S/28D       | Wayne Ferreira                     | Shuzo Matsuoka                 | 6-3, 6-4                        | details |
| 8 juni          | Stella Artois Championships Londen, Verenigd Koninkrijk ATP World Series $ 475.000 - gras - 56S/28D       | John Fitzgerald Anders Järryd      | Goran Ivanišević Diego Nargiso | 6-4, 7-6                        | details |
| 8 juni          | The Continental grass Court Championships Rosmalen, Nederland ATP World Series $ 235.000 - gras - 32S/16D | Michael Stich                      | Jonathan Stark                 | 6-4, 7-5                        | details |
| 8 juni          | The Continental grass Court Championships Rosmalen, Nederland ATP World Series $ 235.000 - gras - 32S/16D | Jim Grabb Richey Reneberg          | John McEnroe Michael Stich     | 6-4, 6-7, 6-4                   | details |
| 8 juni          | Trofeo Kim Top Line Florence, Italië ATP World Series $ 235.000 - gravel - 32S/16D                        | Thomas Muster                      | Renzo Furlan                   | 6-3, 1-6, 6-1                   | details |
| 8 juni          | Trofeo Kim Top Line Florence, Italië ATP World Series $ 235.000 - gravel - 32S/16D                        | Marcelo Filippini Luiz Mattar      | Royce Deppe Brent Haygarth     | 6-4, 6-7, 6-4                   | details |
| 15 juni         | Manchester Open Manchester, Verenigd Koninkrijk ATP World Series $ 235.000 - gras - 32S/16D               | Jacco Eltingh                      | MaliVai Washington             | 6-3, 6-4                        | details |
| 15 juni         | Manchester Open Manchester, Verenigd Koninkrijk ATP World Series $ 235.000 - gras - 32S/16D               | Patrick Galbraith David Macpherson | Jeremy Bates Laurie Warder     | 4-6, 6-3, 6-2                   | details |
| 15 juni         | Hypo Group Tennis International Genua, Italië ATP World Series $ 235.000 - gravel - 32S/16D               | Andrej Medvedev                    | Guillermo Pérez Roldán         | 6-3, 6-4                        | details |
| 15 juni         | Hypo Group Tennis International Genua, Italië ATP World Series $ 235.000 - gravel - 32S/16D               | Shelby Cannon Greg Van Emburgh     | Paul Haarhuis Mark Koevermans  | 6-1, 6-1                        | details |
| 22 juni 29 juni | Wimbledon Londen, Verenigd Koninkrijk Grand Slam £ 4.416.820 - gras 128S/128Q/64D/16Q/64X                 | Andre Agassi                       | Goran Ivanišević               | 6-7(8), 6-4, 6-4, 1-6, 6-4      | details |
| 22 juni 29 juni | Wimbledon Londen, Verenigd Koninkrijk Grand Slam £ 4.416.820 - gras 128S/128Q/64D/16Q/64X                 | John McEnroe Michael Stich         | Jim Grabb Richey Reneberg      | 5-7, 7-6(5), 3-6, 7-6(5), 19-17 | details |
| 22 juni 29 juni | Wimbledon Londen, Verenigd Koninkrijk Grand Slam £ 4.416.820 - gras 128S/128Q/64D/16Q/64X                 | Larisa Neiland Cyril Suk           | Miriam Oremans Jacco Eltingh   | 7-6(2), 6-2                     | details |

### Juli
| Week van | Toernooi | Winnaar(s)                         | Finalist(en)                          | Uitslag finale             | Details |
| -------- | --- | ---------------------------------- | ------------------------------------- | -------------------------- | ------- |
| 6 juli   | Miller Lite Hall of Fame Tennis Championship Newport, Verenigde Staten ATP World Series $ 175.000 - gras - 32S/16D | Bryan Shelton                      | Alex Antonitsch                       | 6-4, 6-4                   | details |
| 6 juli   | Miller Lite Hall of Fame Tennis Championship Newport, Verenigde Staten ATP World Series $ 175.000 - gras - 32S/16D | Royce Deppe David Rikl             | Paul Annacone David Wheaton           | 6-4, 6-4                   | details |
| 6 juli   | Swedish Open Båstad, Zweden ATP World Series $ 235.000 - gravel - 32S/16D                                          | Magnus Gustafsson                  | Tomás Carbonell                       | 5-7, 7-5, 6-4              | details |
| 6 juli   | Swedish Open Båstad, Zweden ATP World Series $ 235.000 - gravel - 32S/16D                                          | Tomás Carbonell Christian Miniussi | Christian Bergström Magnus Gustafsson | 6-4, 7-5                   | details |
| 6 juli   | RADO Swiss Open Gstaad, Zwitserland ATP World Series $ 300.000 - gravel - 32S/16D                                  | Sergi Bruguera                     | Francisco Clavet                      | 6-1, 6-4                   | details |
| 6 juli   | RADO Swiss Open Gstaad, Zwitserland ATP World Series $ 300.000 - gravel - 32S/16D                                  | Hendrik Jan Davids Libor Pimek     | Petr Korda Cyril Suk                  | Walk-over                  | details |
| 13 juli  | Mercedes Cup Stuttgart, Duitsland ATP Championship Series $ 865.000 - gravel - 48S/24D                             | Andrej Medvedev                    | Wayne Ferreira                        | 6-1, 6-4, 6-7(5), 2-6, 6-1 | details |
| 13 juli  | Mercedes Cup Stuttgart, Duitsland ATP Championship Series $ 865.000 - gravel - 48S/24D                             | Glenn Layendecker Byron Talbot     | Marc Rosset Javier Sánchez            | 4-6, 6-3, 6-4              | details |
| 13 juli  | Nations Bank Classic Washington, Verenigde Staten ATP Championship Series $ 490.000 - hardcourt - 56S/28D          | Petr Korda                         | Henrik Holm                           | 6-4, 6-4                   | details |
| 13 juli  | Nations Bank Classic Washington, Verenigde Staten ATP Championship Series $ 490.000 - hardcourt - 56S/28D          | Bret Garnett Jared Palmer          | Ken Flach Todd Witsken                | 6-2, 6-3                   | details |
| 20 juli  | Dutch Open Hilversum, Nederland ATP World Series $ 225.000 - gravel - 32S/16D                                      | Karel Nováček                      | Jordi Arrese                          | 6-2, 6-3, 2-6, 7-5         | details |
| 20 juli  | Dutch Open Hilversum, Nederland ATP World Series $ 225.000 - gravel - 32S/16D                                      | Paul Haarhuis Mark Koevermans      | Mårten Renström Mikael Tillström      | 6-7, 6-1, 6-4              | details |
| 20 juli  | Players LTD. International Canadian Open Toronto, Canada ATP Super 9 $ 1.025.000 - hardcourt - 56S/28D             | Andre Agassi                       | Ivan Lendl                            | 3-6, 6-2, 6-0              | details |
| 20 juli  | Players LTD. International Canadian Open Toronto, Canada ATP Super 9 $ 1.025.000 - hardcourt - 56S/28D             | Patrick Galbraith Danie Visser     | Andre Agassi John McEnroe             | 6-4, 6-4                   | details |
| 20 juli  | Austrian Open Kitzbühel, Oostenrijk ATP World Series $ 335.000 - gravel - 48S/24D                                  | Pete Sampras                       | Alberto Mancini                       | 6-3, 7-5, 6-3              | details |
| 20 juli  | Austrian Open Kitzbühel, Oostenrijk ATP World Series $ 335.000 - gravel - 48S/24D                                  | Sergio Casal Emilio Sánchez        | Horacio de la Peña Vojtech Flegl      | 6-1, 6-2                   | details |
| 27 juli  | Olympische Spelen Barcelona, Spanje Olympische Spelen gravel - 64S/32D                                             | Marc Rosset                        | Jordi Arrese                          | 7-6(2), 6-4, 3-6, 4-6, 8-6 | details |
| 27 juli  | Olympische Spelen Barcelona, Spanje Olympische Spelen gravel - 64S/32D                                             | Boris Becker Michael Stich         | Wayne Ferreira Piet Norval            | 7-6(5), 4-6, 7-6(5), 6-3   | details |
| 27 juli  | Internazionali di Tennis di San Marino San Marino, San Marino ATP World Series $ 235.000 - gravel - 32S/16D        | Karel Nováček                      | Francisco Clavet                      | 7-5, 6-2                   | details |
| 27 juli  | Internazionali di Tennis di San Marino San Marino, San Marino ATP World Series $ 235.000 - gravel - 32S/16D        | Nicklas Kulti Mikael Tillström     | Cristian Brandi Federico Mordegan     | 6-2, 6-2                   | details |

### Augustus
| Week van                | Toernooi                                                                                                 | Winnaar(s)                         | Finalist(en)                    | Uitslag finale        | Details |
| ----------------------- | --- | ---------------------------------- | ------------------------------- | --------------------- | ------- |
| 3 augustus              | Los Angeles Open Los Angeles, Verenigde Staten ATP World Series $ 235.000 - hardcourt - 32S/16D          | Richard Krajicek                   | Mark Woodforde                  | 6-4, 2-6, 6-4         | details |
| 3 augustus              | Los Angeles Open Los Angeles, Verenigde Staten ATP World Series $ 235.000 - hardcourt - 32S/16D          | Patrick Galbraith Jim Pugh         | Francisco Montana David Wheaton | 7-6, 7-6              | details |
| 10 augustus             | Skoda Czech Open Praag, Tsjechië ATP World Series $ 320.000 - gravel - 32S/16D                           | Karel Nováček                      | Franco Davín                    | 6-1, 6-1              | details |
| 10 augustus             | Skoda Czech Open Praag, Tsjechië ATP World Series $ 320.000 - gravel - 32S/16D                           | Karel Nováček Branislav Stankovic  | Jonas Björkman Jon Ireland      | 7-5, 6-1              | details |
| 10 augustus             | Thriftway ATP Championships Cincinnati, Verenigde Staten ATP Super 9 $ 1.125.000 - hardcourt - 56S/28D   | Pete Sampras                       | Ivan Lendl                      | 6-3, 3-6, 6-3         | details |
| 10 augustus             | Thriftway ATP Championships Cincinnati, Verenigde Staten ATP Super 9 $ 1.125.000 - hardcourt - 56S/28D   | Todd Woodbridge Mark Woodforde     | Patrick McEnroe Jonathan Stark  | 6-3, 1-6, 6-3         | details |
| 17 augustus             | RCA Championships Indianapolis, Verenigde Staten ATP Championship Series $ 865.000 - hardcourt - 56S/28D | Pete Sampras                       | Jim Courier                     | 6-4, 6-4              | details |
| 17 augustus             | RCA Championships Indianapolis, Verenigde Staten ATP Championship Series $ 865.000 - hardcourt - 56S/28D | Jim Grabb Richey Reneberg          | Grant Connell Glenn Michibata   | 7-6, 6-2              | details |
| 17 augustus             | Volvo International New Haven, Verenigde Staten ATP Championship Series $ 865.000 - hardcourt - 56S/28D  | Stefan Edberg                      | MaliVai Washington              | 7-6(4), 6-1           | details |
| 17 augustus             | Volvo International New Haven, Verenigde Staten ATP Championship Series $ 865.000 - hardcourt - 56S/28D  | Kelly Jones Rick Leach             | Patrick McEnroe Jared Palmer    | 7-6, 6-7, 6-2         | details |
| 24 augustus             | Croatia Open Umag, Kroatië ATP World Series $ 235.000 - gravel - 32S/16D                                 | Thomas Muster                      | Franco Davín                    | 6-1, 4-6, 6-4         | details |
| 24 augustus             | Croatia Open Umag, Kroatië ATP World Series $ 235.000 - gravel - 32S/16D                                 | David Prinosil Richard Vogel       | Sander Groen Lars Koslowski     | 6-3, 6-7, 7-6         | details |
| 24 augustus             | Waldbaum's Hamlet Cup Long Island, Verenigde Staten ATP World Series $ 235.000 - hardcourt - 32S/16D     | Petr Korda                         | Ivan Lendl                      | 6-2, 6-2              | details |
| 24 augustus             | Waldbaum's Hamlet Cup Long Island, Verenigde Staten ATP World Series $ 235.000 - hardcourt - 32S/16D     | Francisco Montana Greg Van Emburgh | Gianluca Pozzi Olli Rahnasto    | 6-4, 6-2              | details |
| 24 augustus             | OTB International Schenectady, Verenigde Staten ATP World Series $ 130.000 - hardcourt - 32S/16D         | Wayne Ferreira                     | Jamie Morgan                    | 6-2, 6-7(5), 6-2      | details |
| 24 augustus             | OTB International Schenectady, Verenigde Staten ATP World Series $ 130.000 - hardcourt - 32S/16D         | Jacco Eltingh Paul Haarhuis        | Sergio Casal Emilio Sánchez     | 6-3, 6-4              | details |
| 31 augustus 7 september | US Open New York, Verenigde Staten Grand Slam $ 3.566.400 - hardcourt 128S/128Q/64D/16Q/32X              | Stefan Edberg                      | Pete Sampras                    | 3-6, 6-4, 7-6(5), 6-2 | details |
| 31 augustus 7 september | US Open New York, Verenigde Staten Grand Slam $ 3.566.400 - hardcourt 128S/128Q/64D/16Q/32X              | Jim Grabb Richey Reneberg          | Kelly Jones Rick Leach          | 3-6, 7-6(2), 6-3, 6-3 | details |
| 31 augustus 7 september | US Open New York, Verenigde Staten Grand Slam $ 3.566.400 - hardcourt 128S/128Q/64D/16Q/32X              | Nicole Bradtke Mark Woodforde      | Helena Suková Tom Nijssen       | 4-6, 6-3, 6-3         | details |

### September
| Week van                  | Toernooi                                                                                           | Winnaar(s)                      | Finalist(en)                     | Uitslag finale     | Details |
| ------------------------- | -------------------------------------------------------------------------------------------------- | ------------------------------- | -------------------------------- | ------------------ | ------- |
| 14 september              | Grand Prix Passing Shot Bordeaux, Frankrijk ATP World Series $ 300.000 - gravel - 32S/16D          | Andrej Medvedev                 | Sergi Bruguera                   | 6-3, 1-6, 6-2      | details |
| 14 september              | Grand Prix Passing Shot Bordeaux, Frankrijk ATP World Series $ 300.000 - gravel - 32S/16D          | Sergio Casal Emilio Sánchez     | Arnaud Boetsch Guy Forget        | 6-1, 6-4           | details |
| 14 september              | Cologne Open Keulen, Duitsland ATP World Series $ 240.000 - gravel - 32S/16D                       | Bernd Karbacher                 | Marcos Ondruska                  | 7-6(4), 6-4        | details |
| 14 september              | Cologne Open Keulen, Duitsland ATP World Series $ 240.000 - gravel - 32S/16D                       | Horacio de la Peña Gustavo Luza | Ronnie Båthman Libor Pimek       | 6-7, 6-0, 6-2      | details |
| 25 september 27 september | Davis Cup (halve finale)                                                                           |                                 |                                  |                    | details |
| 28 september              | Davidoff Swiss Indoors Bazel, Zwitserland ATP World Series $ 700.000 - hardcourt (i) - 32S/16D     | Boris Becker                    | Petr Korda                       | 3-6, 6-3, 6-2, 6-4 | details |
| 28 september              | Davidoff Swiss Indoors Bazel, Zwitserland ATP World Series $ 700.000 - hardcourt (i) - 32S/16D     | Tom Nijssen Cyril Suk           | Karel Nováček David Rikl         | 6-3, 6-4           | details |
| 28 september              | Campionati Internazionali di Sicilia Palermo, Italië ATP World Series $ 285.000 - gravel - 32S/16D | Sergi Bruguera                  | Emilio Sánchez                   | 6-1, 6-3           | details |
| 28 september              | Campionati Internazionali di Sicilia Palermo, Italië ATP World Series $ 285.000 - gravel - 32S/16D | Johan Donar Ola Jonsson         | Horacio de la Peña Vojtech Flegl | 5-7, 6-3, 6-4      | details |
| 28 september              | Queensland Open Brisbane, Australië ATP World Series $ 235.000 - hardcourt (i)- 32S/16D            | Guillaume Raoux                 | Kenneth Carlsen                  | 6-4, 7-6(10)       | details |
| 28 september              | Queensland Open Brisbane, Australië ATP World Series $ 235.000 - hardcourt (i)- 32S/16D            | Steve DeVries David Macpherson  | Patrick McEnroe Jonathan Stark   | 6-4, 6-4           | details |

### Oktober
| Week van   | Toernooi | Winnaar(s)                       | Finalist(en)                      | Uitslag finale          | Details |
| ---------- | --- | -------------------------------- | --------------------------------- | ----------------------- | ------- |
| 5 oktober  | Athens International Athene, Griekenland ATP World Series $ 130.000 - gravel - 32S/16D                              | Jordi Arrese                     | Sergi Bruguera                    | 7-5, 3-0, opgave        | details |
| 5 oktober  | Athens International Athene, Griekenland ATP World Series $ 130.000 - gravel - 32S/16D                              | Tomás Carbonell Francisco Roig   | Marcelo Filippini Mark Koevermans | 6-3, 6-4                | details |
| 5 oktober  | Grand Prix de Tennis de Toulouse Toulouse, Frankrijk ATP World Series $ 275.000 - hardcourt (i)- 32S/16D            | Guy Forget                       | Petr Korda                        | 6-3, 6-2                | details |
| 5 oktober  | Grand Prix de Tennis de Toulouse Toulouse, Frankrijk ATP World Series $ 275.000 - hardcourt (i)- 32S/16D            | Brad Pearce Byron Talbot         | Guy Forget Henri Leconte          | 6-1, 3-6, 6-3           | details |
| 5 oktober  | Australian Indoor Tennis Championship Sydney, Australië ATP Championship Series $ 825.000 - hardcourt (i) - 48S/24D | Goran Ivanišević                 | Stefan Edberg                     | 6-4, 6-2, 6-4           | details |
| 5 oktober  | Australian Indoor Tennis Championship Sydney, Australië ATP Championship Series $ 825.000 - hardcourt (i) - 48S/24D | Patrick McEnroe Jonathan Stark   | Jim Grabb Richey Reneberg         | 6-2, 6-3                | details |
| 12 oktober | Seiko Super Tennis Tokio, Japan ATP Championship Series $ 825.000 - tapijt (i) 48S/24D                              | Ivan Lendl                       | Henrik Holm                       | 7-6(7), 6-4             | details |
| 12 oktober | Seiko Super Tennis Tokio, Japan ATP Championship Series $ 825.000 - tapijt (i) 48S/24D                              | Todd Woodbridge Mark Woodforde   | Jim Grabb Richey Reneberg         | 7-6, 6-4                | details |
| 12 oktober | Tel Aviv Open Tel Aviv, Israël ATP World Series $ 130.000 - hardcourt - 32S/16D                                     | Jeff Tarango                     | Stéphane Simian                   | 4-6, 6-3, 6-4           | details |
| 12 oktober | Tel Aviv Open Tel Aviv, Israël ATP World Series $ 130.000 - hardcourt - 32S/16D                                     | Mike Bauer João Cunha e Silva    | Mark Koevermans Tobias Svantesson | 6-3, 6-4                | details |
| 12 oktober | Bolzano Open Bolzano, Italië ATP World Series $ 270.000 - tapijt (i)- 32S/16D                                       | Thomas Enqvist                   | Arnaud Boetsch                    | 6-2, 1-6, 7-6(7)        | details |
| 12 oktober | Bolzano Open Bolzano, Italië ATP World Series $ 270.000 - tapijt (i)- 32S/16D                                       | Anders Järryd Bent-Ove Pedersen  | Tom Nijssen Cyril Suk             | 6-1, 6-7, 6-3           | details |
| 19 oktober | Grand Prix de Tennis de Lyon Lyon, Frankrijk ATP World Series $ 550.000 - tapijt (i)- 32S/16D                       | Pete Sampras                     | Cédric Pioline                    | 6-4, 6-2                | details |
| 19 oktober | Grand Prix de Tennis de Lyon Lyon, Frankrijk ATP World Series $ 550.000 - tapijt (i)- 32S/16D                       | Jakob Hlasek Marc Rosset         | Neil Broad Stefan Kruger          | 6-1, 6-3                | details |
| 19 oktober | Bank Austria Tennis Trophy Wenen, Oostenrijk ATP World Series $ 280.000 - tapijt (i) - 32S/16D                      | Petr Korda                       | Gianluca Pozzi                    | 6-3, 6-2, 5-7, 6-1      | details |
| 19 oktober | Bank Austria Tennis Trophy Wenen, Oostenrijk ATP World Series $ 280.000 - tapijt (i) - 32S/16D                      | Ronnie Båthman Anders Järryd     | Kent Kinnear Udo Riglewski        | 6-3, 7-5                | details |
| 19 oktober | Taipei Grand Prix Taipei, Taiwan ATP World Series $ 270.000 - tapijt (i) - 32S/16D                                  | Jim Grabb                        | Jamie Morgan                      | 6-3, 6-3                | details |
| 19 oktober | Taipei Grand Prix Taipei, Taiwan ATP World Series $ 270.000 - tapijt (i) - 32S/16D                                  | John Fitzgerald Sandon Stolle    | Christo van Rensburg Patrick Baur | 7-6, 6-2                | details |
| 26 oktober | Stockholm Open Stockholm, Zweden ATP Super 9 $ 1.040.000 - tapijt (i) - 48S/24D                                     | Goran Ivanišević                 | Guy Forget                        | 7-6(2) 4-6, 7-6(5), 6-2 | details |
| 26 oktober | Stockholm Open Stockholm, Zweden ATP Super 9 $ 1.040.000 - tapijt (i) - 48S/24D                                     | Todd Woodbridge Mark Woodforde   | Steve DeVries David Macpherson    | 6-3, 6-4                | details |
| 26 oktober | Guarujá Open Guarujá, Brazilië ATP World Series $ 130.000 - hardcourt - 32S/16D                                     | Carsten Arriens                  | Àlex Corretja                     | 7-6(5), 6-3             | details |
| 26 oktober | Guarujá Open Guarujá, Brazilië ATP World Series $ 130.000 - hardcourt - 32S/16D                                     | Christer Allgardh Carl Limberger | Diego Pérez Francisco Roig        | 6-4, 6-3                | details |

### November
| Week van    | Toernooi | Winnaar(s)                           | Finalist(en)                     | Uitslag finale             | Detailss |
| ----------- | --- | ------------------------------------ | -------------------------------- | -------------------------- | -------- |
| 2 november  | Kolynos Cup Búzios, Brazilië ATP World Series $ 155.000 - hardcourt - 32S/16D                                      | Jaime Oncins                         | Luis Herrera                     | 6-3, 6-2                   | details  |
| 2 november  | Kolynos Cup Búzios, Brazilië ATP World Series $ 155.000 - hardcourt - 32S/16D                                      | Maurice Ruah Mario Tabares           | Mark Keil Tom Mercer             | 7-6, 6-7, 6-4              | details  |
| 2 november  | Paris Open Parijs, Frankrijk ATP Super 9 $ 1.815.000 - tapijt (i) - 48S/24D                                        | Boris Becker                         | Guy Forget                       | 7-6(3), 6-3, 3-6, 6-3      | details  |
| 2 november  | Paris Open Parijs, Frankrijk ATP Super 9 $ 1.815.000 - tapijt (i) - 48S/24D                                        | John McEnroe Patrick McEnroe         | Patrick Galbraith Danie Visser   | 6-4, 6-2                   | details  |
| 9 november  | Banespa Open São Paulo, Brazilië ATP World Series $ 235.000 - gravel - 32S/16D                                     | Luiz Mattar                          | Jaime Oncins                     | 6-1, 6-4                   | details  |
| 9 november  | Banespa Open São Paulo, Brazilië ATP World Series $ 235.000 - gravel - 32S/16D                                     | Diego Pérez Francisco Roig           | Christer Allgardh Carl Limberger | 6-2, 7-6                   | details  |
| 9 november  | Kremlin Cup Moskou, Rusland ATP World Series $ 315.000 - tapijt (i) - 32S/16D                                      | Marc Rosset                          | Carl-Uwe Steeb                   | 6-2, 6-2                   | details  |
| 9 november  | Kremlin Cup Moskou, Rusland ATP World Series $ 315.000 - tapijt (i) - 32S/16D                                      | Marius Barnard John-Laffnie de Jager | David Adams Andrej Olchovski     | 6-4, 3-6, 7-6              | details  |
| 9 november  | The European Community Championship Antwerpen, België ATP World Series $ 1.000.000 - tapijt (i) - 32S/16D          | Richard Krajicek                     | Mark Woodforde                   | 6-2, 6-2                   | details  |
| 9 november  | The European Community Championship Antwerpen, België ATP World Series $ 1.000.000 - tapijt (i) - 32S/16D          | John Fitzgerald Anders Järryd        | Patrick McEnroe Jared Palmer     | 6-2, 6-2                   | details  |
| 16 november | ATP Tour World Championships Frankfurt, Duitsland Tennis Masters Cup $ 2.500.000 tapijt (i) - 8S (RR)              | Boris Becker                         | Jim Courier                      | 6-4, 6-3, 7-5              | details  |
| 16 november | ATP Tour World Doubles Championships Johannesburg, Zuid-Afrika Tennis Masters Cup $ 1.000.000 tapijt (i) - 8D (RR) | Todd Woodbridge Mark Woodforde       | John Fitzgerald Anders Järryd    | 6-2, 7-6(4), 5-7, 3-6, 6-3 | details  |

### December
| Week van              | Toernooi                                                                | Winnaar(s)       | Finalist(en)  | Uitslag finale | Details       |
| --------------------- | ----------------------------------------------------------------------- | ---------------- | ------------- | -------------- | ------------- |
| 4 december 6 december | Davis Cup (finale)                                                      | Verenigde Staten | Zwitserland   | 3-1            | details       |
| 7 december            | Compaq Grand Slam Cup München, Duitsland $ 6.000.000 - tapijt (i) - 16S | Michael Stich    | Michael Chang | 6-2, 6-3, 6-2  | details       |
| 14 december           | geen toernooi                                                           | geen toernooi    | geen toernooi | geen toernooi  | geen toernooi |
| 21 december           | geen toernooi                                                           | geen toernooi    | geen toernooi | geen toernooi  | geen toernooi |
| 28 december           | geen toernooi                                                           | geen toernooi    | geen toernooi | geen toernooi  | geen toernooi |

## Statistieken toernooien

### Toernooien per ondergrond
| Ondergrond   | Aantal | Buiten/binnen | Aantal |
| ------------ | ------ | ------------- | ------ |
| Hardcourt    | 33     | Buiten        | 26     |
| Hardcourt    | 33     | Binnen        | 7      |
| Gravel       | 32     | Buiten        | 32     |
| Gravel       | 32     | Binnen        | 0      |
| Tapijt       | 17     | Binnen        | 17     |
| Gras         | 5      | Buiten        | 5      |
| Verschillend | 1      | Verschillend  | 1      |
| Totaal       | 88     |               |        |

### Best of five finales enkelspel
| Categorie               | Aantal |
| ----------------------- | ------ |
| Grand Slams             | 4/4    |
| Tennis Masters Cup      | 1/1    |
| ATP Super 9             | 6/9    |
| ATP Championship Series | 7/14   |
| ATP World Series        | 6/54   |
| World Team Cup          | 0/1    |
| ITF evenementen         | 3/4    |
| Totaal                  | 27/87  |